# Paul Paulsen
Paul Paulsen (eigentl. Paul Paege; * 21. Januar 1882 in Halle (Saale); † 29. Juni 1963 in Dresden) war ein deutscher Theaterschauspieler, der in späten Jahren auch in DEFA-Filmen auftrat.

## Leben

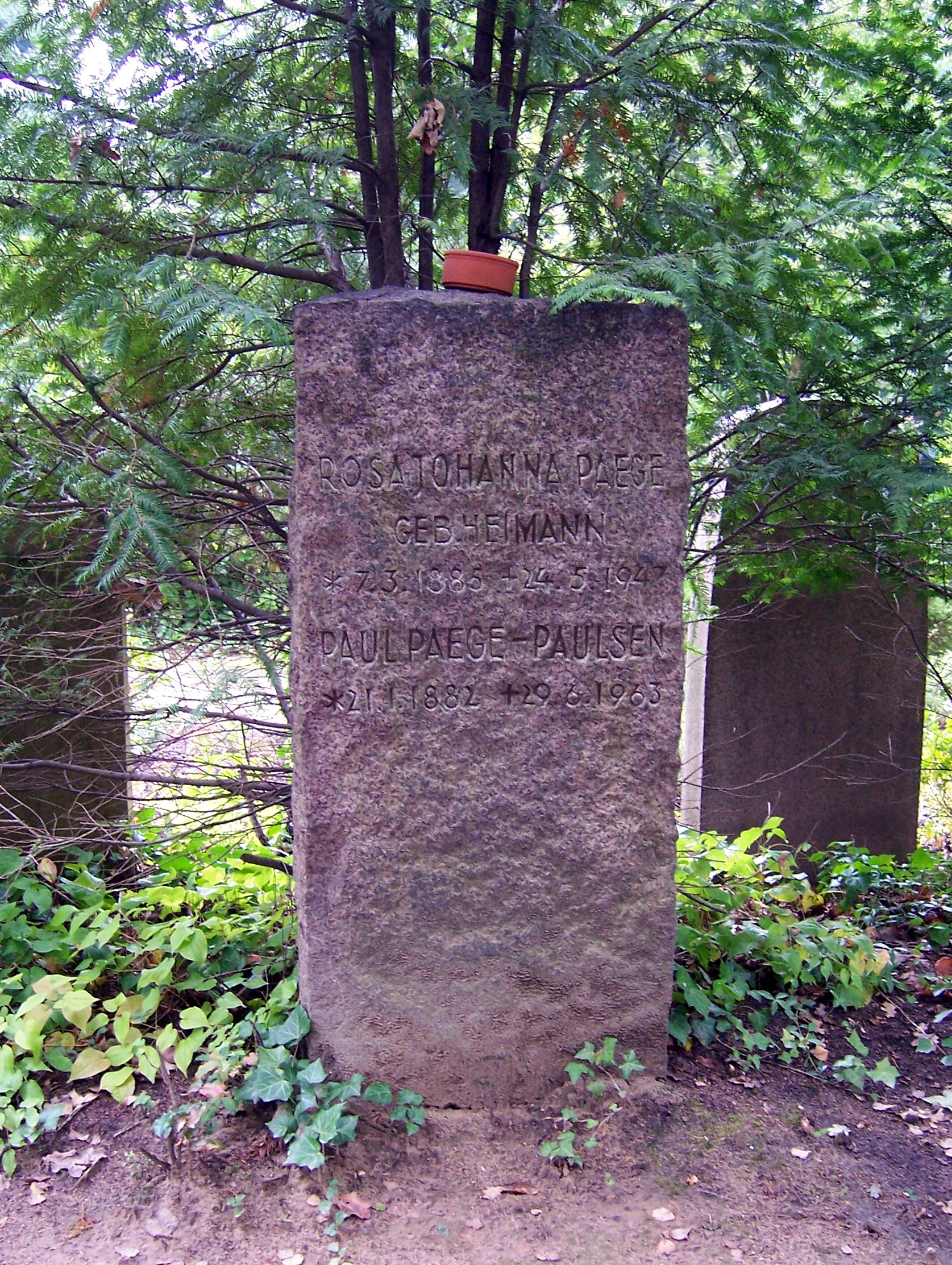
Grab Paul Paulsens auf dem Johannisfriedhof in Dresden

Paul Paulsen wurde 1882 in Halle (Saale) geboren. Seine Eltern hatten für ihn eine Ausbildung zum Kaufmann vorgesehen, doch Paulsen entschied sich schon bald für den Schauspielerberuf. Am Stadttheater in Halle, dem heutigen Opernhaus, ließ er sich von Hans Zillich ausbilden und trat in der Spielzeit 1900/01 an der Meininger Hofbühne unter seinem richtigen Namen Paul Paege auf. Es folgten Engagements in Naumburg, Rudolstadt und anderen kleineren Bühnen Deutschlands. Im Jahr 1908 kam er an das Deutsche Theater Berlin, wo er schließlich in der Rolle des Don Karlos entdeckt wurde. Er erhielt 1913 ein Engagement in Dresden am Schauspielhaus, wo er schon bald kleinere Rollen, wie den Wagner in Johann Wolfgang von Goethes Faust, spielte.
Da Paulsen mit der Jüdin Rosa-Johanna Heimann verheiratet war, galt er in der Zeit des Nationalsozialismus nach den Rassengesetzen als jüdisch versippt und durfte nur mit einer Sondergenehmigung auftreten, die zudem an das Dresdner Schauspielhaus gebunden war, jedoch jederzeit zurückgenommen werden konnte. In der NS-Zeit spielte Paulsen vorwiegend Nebenrollen. Nach Ende des Zweiten Weltkriegs wurde Paulsen neben Erich Ponto bis 1947 stellvertretender Intendant am Dresdner Schauspielhaus und gleichzeitig Verwaltungsdirektor. So war er nach Kriegsende unmittelbar am Wiederaufbau der Dresdner Theaterlandschaft beteiligt.
Ab 1952 trat Paulsen in Nebenrollen in DEFA-Filmen auf, so zum Beispiel in Ernst Thälmann – Sohn seiner Klasse und Ernst Thälmann – Führer seiner Klasse von Kurt Maetzig. Paul Paulsen starb 1963 in Dresden. Sein Grab befindet sich auf dem Johannisfriedhof in Dresden.

## Filmografie
- 1952: Das verurteilte Dorf
- 1954: Ernst Thälmann – Sohn seiner Klasse
- 1955: Ernst Thälmann – Führer seiner Klasse
- 1956: Thomas Müntzer – Ein Film deutscher Geschichte
- 1960: Raumschiff Venus antwortet nicht

## Theater
- 1932: Johann Wolfgang von Goethe: Götz von Berlichingen – Regie: Josef Gielen (Sächsische Staatstheater Dresden – Schauspielhaus)
- 1951: Nikolai Pogodin: Das Glockenspiel des Kreml (Frau Sabelin) – Regie: Martin Hellberg (Staatstheater Dresden)
- 1952: Julius Hay: Die Brücke des Lebens (Zimmermann) – Regie: Paul Lewitt (Staatstheater Dresden)
- 1956: Lion Feuchtwanger: Die Witwe Capet (Herman) – Regie: Hannes Fischer (Staatstheater Dresden)